# Simon Baynes
Simon Robert Maurice Baynes  (né le 21 avril 1960) est un homme politique conservateur britannique qui est député de Clwyd South aux élections générales de 2019 . Baynes a travaillé dans la finance pour JP Morgan Cazenove de 1982 à 2006, avant de diriger une petite librairie ,.

## Carrière
Fils de Sir John Christopher Malcolm Baynes, 7e baronnet, il fait ses études à la Shrewsbury School et au Magdalene College de Cambridge. Il se présente comme candidat conservateur gallois dans le Montgomeryshire en 2005, terminant deuxième derrière le député libéral démocrate sortant Lembit Öpik. Il demande sans succès l'investiture conservatrice pour le siège de South Staffordshire en 2010, perdant face au futur ministre de cabinet Gavin Williamson. Il se présente à Dwyfor Meirionnydd aux élections générales de 2010  et au même siège à l'Assemblée nationale de 2011 pour l'élection du Pays de Galles .
Il est maire de la ville de Llanfyllin[Quand ?] dans le Montgomeryshire . En tant que conseiller, Baynes fait campagne pour améliorer les signaux de téléphonie mobile et pour maintenir les banques locales et les services de maternité ouverts .
Baynes se présente aux élections à Clwyd South à trois reprises. Il se présente à Clwyd South aux élections de l'Assemblée galloise de 2016 et en 2017, pour le siège de Westminster ,. À chaque fois, il termine deuxième.
Baynes est élu au Parlement aux élections générales de 2019 pour siéger à la 58e législature  battant la députée travailliste sortante Susan Elan Jones .
Le 2 mars 2020, Baynes est membre du comité restreint des affaires galloises .
Baynes dirige une organisation caritative qui propose de la musique live dans des maisons de retraite pour personnes âgées .
Baynes est marié à Maggie, une architecte. Ils ont deux filles , .